# Severočínský horský systém
Severočínský horský systém nebo též Centrální orogén Severočínského kratónu je pásmo starých pohoří na pomezí Vnitřního Mongolska a severočínských provincií, které odděluje západní a východní blok severočínského kratónu. Vzniklo pravděpodobně srážkou těchto bloků ve starohorách.
Severočínská horská pásma mají převážně severovýchodně-jihozápadní nebo východo-západní směr. Navazují na Velký Chingan v Mandžusku, ze severu lemují čínské hlavní město Peking a pokračují ke Sprašové plošině (Huangtu Gaoyuan) na jih od Velkého ohybu Žluté řeky. Na jihu na ně navazuje pohoří Čchin-ling, na západě Čchi-lien-šan. Významným severojižním pásmem, které na západě ohraničuje Severočínskou nížinu, je Tchaj-chang; za ním dále na západ se pak souběžně táhne pohoří Lü-liang. Vrcholy běžně překračují 2000 m n. m. ale jen zřídka se blíží nebo dokonce překračují 3000 m.
Podnebí je drsné, kontinentální, s horkými léty a mrazivými zimami. Severní svahy jsou suché, obrácené k mongolským stepím a pouštím. Celá oblast leží v povodí Žluté řeky (Huang He), jen některé části jsou bez odtoku do moře.
Severočínské hory po tisíciletí tvořily přirozenou hradbu mezi čínskou civilizací a územím „barbarů ze severu“; ochranu před nájezdy severních kmenů měla ještě posílit stavba Velké čínské zdi, jejíž zbytky se v horách dochovaly dodnes.